# Can Morenet
Can Morenet és una casa a la vila de Vidreres. La casa fou construïda per Joan Cabruja, un comerciant de fustes. Actualment és dels seus successors i hereus.
És un edifici entre mitgeres de tres plantes i coberta a dues aigües a façana. Té la planta quadrada i unes divisions per motllures i cornises dels diferents pisos (cornises horitzontals), de les altres cases (motllures verticals) i del terra (sòcol). Totes les finestres de la façana són de forma rectangular i estan emmarcades amb motllures senzilles. Les tres obertures del primer pis i una del segon, tenen balcó de ferro forjat. Els balcons tenen els ampits de pedra, decorats amb dues protuberàncies cilíndriques. La porta principal té un arc rebaixat a la part superior i està feta de fusta i ferro forjat. La part posterior de l'edifici té un seguit de tres finestres de mig punt amb pilars quadrats. Al dentell de la porta principal hi ha la llegenda "1855 Juan Cabruja" i al balcó central del primer pis, la data de 1856 inserida en el forjat. El 1965 s'hi van fer reformes.